# Gianfranco Randone
Pour les articles homonymes, voir Randone.
Gianfranco Randone, né le 5 janvier 1970 à Lentini, est un chanteur et compositeur italien de musique électronique. Connu sous le pseudonyme de Jeffrey Jey, Il est le chanteur du groupe eurodance le plus populaire d'Italie, Eiffel 65. 

## Biographie
Gianfranco Randone est né en Sicile. Il est issu d'une famille de musiciens, ce qui va le pousser à rentrer dans le monde de la musique bien evidemment. Bien qu'étant originaire de Sicile ; il quitte l'Italie à l'âge de 2 ans pour s'installer à Brooklyn aux États-Unis ou il y restera jusqu'à ses 14 ans. C'est là-bas qu'il apprendra à parler anglais . 
Les années passent et la nostalgie ainsi que la nécessité l'amènent à retourner en Italie, son pays natal, où il fait la connaissance de Maurizio Lobina et de Gabry Ponte. Il intègre la « blisscoporation » (Blissco) et fait partie d'un groupe avec le DJ Roberto Molinaro qui s'appelle « Bliss Team » avec lequel il connaît son premier succès avec le titre People have the power en 1993. 
En 1999, il se réunit avec ses amis Gabry et Maurizio pour former le groupe d'électro italien qui  « Eiffel 65 », dont il reste le chanteur. 
Le 29 novembre 2012 il sort le titre Out Of Your Arms.
Le 8 mars 2013 il sort le morceau The Color Inside Her, puis le 5 décembre 2013 il enregistre le titre Electronic Gangsta[pertinence contestée] en collaboration avec le groupe elettronica Urban Love. 
.

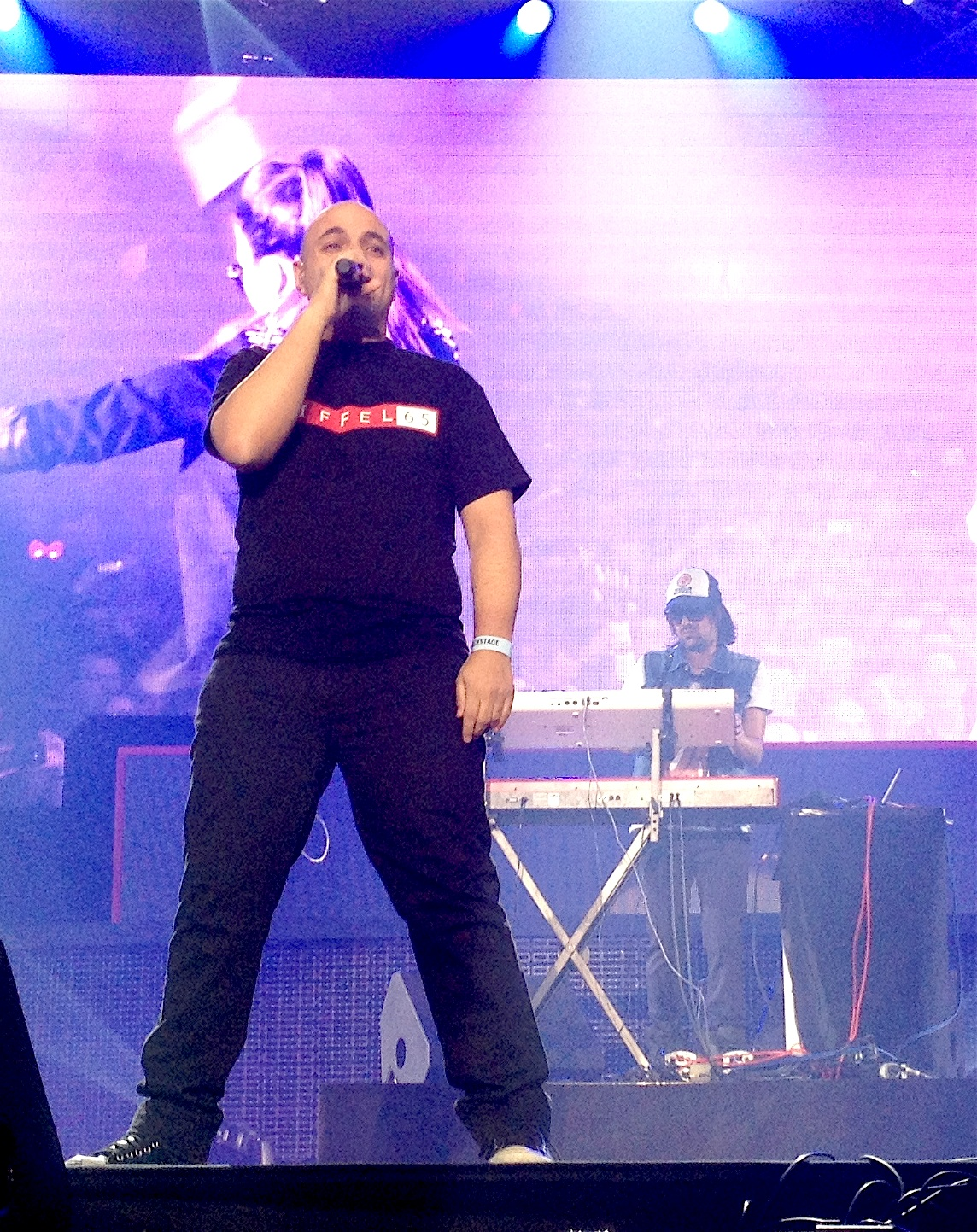
Gianfranco Randone à l'Ethias Arena d'Hasselt en 2013

En 2015 il collabore avec Robin Schulz et Henri PFR sur le titre "Wave Goodbye" figurant sur l'album Sugar. 
Le 18 avril 2018 il estinvité sur radio M2O en Italie pour y revenir sur la carrière du groupe Eiffel 65 ainsi que pour y présenter en avant première son nouveau single Lega. Le titre est inspiré de la musique italienne des années 1980. Le 4 mai 2018 Il dévoile le clip de Lega qui se hisse à la 2e place des recherches sur YouTube en Italie. Le 19 juin 2018 le clip franchit le cap du million de vues. très rapidement il enchaine avec un nouveau morceau nommé Da quando ci sei te dont la vidéo est mise en ligne le 6 juillet 2018 et qui également dépasse la barre du million de vue.